# Caja de Muertos
Caja de Muertos é uma ilha desabitada na costa sul de Porto Rico, pertencente ao município de Ponce. A ilha é protegida pela Reserva Natural Caja de Muertos, por ser um local de trânsito e reprodução de espécies de tartarugas no Mar do Caribe, além de abrigar outros recursos naturais. Conta com um farol de 19 metros de altura, construido em 1887, no ponto mais alto da ilha.